# Procaina
La procaina è un farmaco anestetico a uso locale. Il cloridrato della procaina è commercializzato con il nome di Novocaina. 
È un solido cristallino di colore bianco appartenente agli alcaloidi costituito da un estere dell'acido para-aminobenzoico. Dal punto di vista chimico è un derivato sintetico della cocaina, della quale serba l'azione paralizzante sulle strutture nervose sensitive periferiche.
Oggi viene utilizzato solo per anestesie da infiltrazione o come bloccante nervoso a scopo diagnostico. Tuttavia alcuni soggetti ipersensibili a questa sostanza possono sviluppare affezioni cutanee (ad esempio l'orticaria).
La procaina viene metabolizzata per la maggior parte tramite idrolisi nei tessuti, mentre la parte restante subisce una degradazione enzimatica a livello epatico, come la cocaina. Per questo motivo, presenta una breve durata d'azione ma una tossicità minore rispetto alla cocaina.
La procaina fu sintetizzata per la prima volta nel 1905, dal chimico tedesco Alfred Einhorn. È stata introdotta in medicina dal chirurgo Heinrich Braun nel 1909.

## Farmacologia
La procaina è un anestetico. Agisce principalmente come bloccante dei canali del sodio.
Oggi viene usata principalmente come anestetico dentale, perché è stata soppiantata da alternative più efficaci (e ipoallergeniche) come la lidocaina. Come gli altri anestetici locali, la procaina è un vasodilatatore, quindi viene somministrata insieme all'epinefrina, che è un vasocostrittore. La vasocostrizione aiuta a ridurre il sanguinamento, aumenta la durata e la qualità dell'anestesia, impedisce al farmaco di raggiungere la circolazione sistemica in grandi quantità e riduce la quantità di anestetico richiesta.  A differenza della cocaina, la procaina non dà euforia, che crea dipendenza e aumenta il rischio di abuso.
La procaina è un estere, quindi viene metabolizzata nel plasma dagli enzimi pseudocolinesterasi attraverso l'idrolisi in acido para-amino benzoico (PABA), che viene poi escreto dai reni nelle urine.
La procaina viene usata occasionalmente come additivo nelle droghe illegali, come la cocaina. I produttori di MDMA usano la procaina come additivo, in rapporti che vanno dall'1 al 10% di MDMA e fino al 90% di procaina.

## Sintesi
La procaina può essere sintetizzata in due modi.

1. Il primo consiste nella reazione diretta dell'estere etilico dell'acido 4-aminobenzoico con il 2-dietilamminoetanolo in presenza di etossido di sodio.
2. Il secondo è ossidando il 4-nitrotoluene in acido 4-nitrobenzoico, che viene poi fatto reagire con cloruro di tionile. Il cloruro acido risultante viene esterificato con 2-dietilamminoetanolo per dare nitrocaina. Infine, il gruppo nitro viene ridotto mediante idrogenazione.

## Effetti avversi
La procaina deprime l'attività neuronale. La depressione porta a irrequietezza, tremori e convulsioni lievi o gravi. Studi sugli animali hanno dimostrato che l'uso di procaina aumenta i livelli di dopamina e serotonina nel cervello. Possono verificarsi altri problemi legati alla tolleranza individuale ai diversi dosaggi. Nervosismo e vertigini derivano dall'eccitazione del sistema nervoso centrale che, in caso di sovradosaggio, porta a insufficienza respiratoria. La procaina può anche indurre un indebolimento del miocardio con conseguente aumento del rischio di arresto cardiaco.
La procaina può causare reazioni allergiche con relativi problemi di respirazione, eruzioni cutanee e gonfiore. Le reazioni allergiche alla procaina di solito non sono in risposta alla procaina stessa, ma al suo metabolita PABA. Sono piuttosto rare, si stima che abbiano un'incidenza di 1 su 500.000 iniezioni. Circa uno su 3000 nordamericani bianchi è omozigote (cioè ha due copie del gene anormale) per la forma atipica dell'enzima pseudocolinesterasi, e non idrolizza anestetici come la procaina. Ciò comporta una permanenza maggiore dell'anestetico nel sangue e quindi un aumento della tossicità. 

## Storia
La procaina fu sintetizzata per la prima volta nel 1905, poco dopo l'amilocaina. È stata creata dal chimico tedesco Alfred Einhorn che ha dato alla sostanza chimica il nome commerciale Novocaina, dal latino nov- (che significa "nuovo") e -caina , un suffisso comune per tutti gli alcaloidi usati come anestetici. È stata introdotta in medicina dal chirurgo Heinrich Braun nel 1909 per essere utilizzata in odontoiatria e chirurgia, data la bassa potenza e durata di azione.